# Teodósio (assistente do mestre dos ofícios)
Teodósio (em latim: Theodosius) foi um oficial bizantino do começo do século VII, ativo durante o reinado do imperador Focas (r. 602–610). Servia como assistente (subadiuva) do mestre dos ofícios. Em 7 de junho de 605 ou 607, foi executado junto de vários outros oficiais por conspirar contra o imperador, quiçá para sucedê-lo por Teodoro.

## bibliografia
- Martindale, John Robert; Jones, Arnold Hugh Martin; Morris, John (1992). «Theodosius 39». The Prosopography of the Later Roman Empire - Volume III, AD 527–641. Cambrígia e Nova Iorque: Imprensa da Universidade de Cambrígia. ISBN 0-521-20160-8